# MIPModDB
MIPModDB ist eine Online-Datenbank für major intrinsic proteins (MIP), eine Familie von Porenbildenden Proteinen. Sie führt Daten über die Proteinstrukturen von MIP.